# Тяжинка
Тяжинка (Тяженка) — посёлок сельского типа в Волоколамском районе Московской области России. До 1999 года — посёлок рыбхоза «Осташёвский». Входит в состав сельского поселения Осташёвское. Население — 4 чел. (2010).

## География
Посёлок Тяжинка расположен на западе Московской области, в юго-западной части Волоколамского района, на реке Тяженке (бассейн Москвы), приблизительно в 30 км к юго-западу от города Волоколамска и в 30 км к западу от города Рузы.
Связан автобусным сообщением с районным центром. В 10 км к западу от посёлка проходит автодорога Р90. Ближайшие населённые пункты — село Болычево и деревня Рысиха.

## Население
| 1926 | 2002 | 2006 | 2010 |
| ---- | ---- | ---- | ---- |
| 29   | ↘4   | →4   | →4   |

## История
В материалах Всесоюзной переписи 1926 года указан посёлок Тяженка Карачаровского сельсовета Карачаровской волости Можайского уезда Московской губернии, в котором проживало 29 жителей (18 мужчин, 11 женщин), насчитывалось 4 крестьянских хозяйства.
Посёлок рыбхоза «Осташёвский» возник на территории Осташёвского района Московской области, существовавшего в 1939—1957 гг.
Решением Московской областной думы № 6/32 от 28 октября 1998 года, утверждённым постановлением правительства Российской Федерации № 96 от 25 января 1999 года, посёлку было присвоено новое название — Тяжинка.
1994—2006 гг. — посёлок Болычевского сельского округа Волоколамского района.
С 2006 года — посёлок сельского поселения Осташёвское Волоколамского муниципального района Московской области.